# Hrabstwo Richardson

Piramida wieku hrabstwa

Hrabstwo Richardson (ang. Richardson County) – hrabstwo w stanie Nebraska w Stanach Zjednoczonych. W roku 2010 liczba mieszkańców wyniosła 8363. Stolicą i największym miastem jest Falls City.

## Geografia
Całkowita powierzchnia wynosi 1440, km² z czego woda stanowi 0,49%.

### Miejscowości
- Falls City
- Humboldt

### Wioski
- Barada
- Dawson
- Preston
- Rulo
- Salem
- Shubert
- Stella
- Verdon